# Jan Grauls (diplomaat)
Jan Kamiel Frank baron Grauls (Leuven, 12 februari 1948) is een Belgisch voormalig diplomaat.

## Levensloop
Jan Grauls was een zoon van de diplomaat Jan Grauls senior (1912-1995) en van Martha Lambrechts (1919-1972). Hij studeerde aan het Sint-Jan Berchmanscollege in Brussel en studeerde vervolgens rechten aan de Ufsia in Antwerpen en de Katholieke Universiteit Leuven. Hij promoveerde tot doctor in de rechten en licentiaat in het notariaat.
In het voetspoor van zijn vader trad hij op 1 februari 1973 toe tot de diplomatieke dienst. Hij werkte achtereenvolgens in Bonn, Tunis, Brussel (bij de permanente vertegenwoordiging voor de Europese Unie), Londen en Washington D.C.
Van 1988 tot 1991 was Grauls diplomatiek adviseur in het kabinet van premier Wilfried Martens. Van 1994 tot 1997 was hij aan het Belgische hof adjunct-kabinetschef van koning Albert II en diplomatiek adviseur van prins Filip. Van 1997 tot 2001 vervulde hij een functie als directeur-generaal bij het Ministerie van Buitenlandse Zaken. Vervolgens was hij van 2001 tot 2002 kabinetschef van minister van Buitenlandse Zaken Louis Michel (MR). Van 2002 tot 2008 zetelde hij als voorzitter van het directiecomité van de Federale Overheidsdienst Buitenlandse Zaken.
Op 30 april 2008 werd Grauls benoemd tot permanente vertegenwoordiger van België bij de Verenigde Naties, een functie die hij opnam op 4 juni 2008 en volbracht tot aan zijn pensioen in 2013. In 2008 zetelde hij ook namens België in de Veiligheidsraad.
Na zijn pensionering werd hij in 2013 senior advisor bij Ernst and Young.
Grauls was ook voorzitter van de Commission Administrative Belge-Luxembourgeoise, voorzitter van het Bureau International des Tarifs Douaniers, vicevoorzitter van het Koninklijk Instituut voor Internationale Betrekkingen en bestuurder van cultuurfestival Europalia (tot 2023).

## Persoonlijk
Hij is getrouwd met Maria Gordts, met wie hij vier kinderen heeft: drie dochters en een zoon.
In 1986 werd hij in de adel opgenomen, ingevolge de erfelijke adel verleend aan zijn vader. In 2006 verkreeg hij de titel baron; deze titel is na zijn overlijden overdraagbaar op zijn uit huwelijk geboren kinderen en vervolgens overdraagbaar bij eerstgeboorte in mannelijke lijn.